# Верхнее Чажестрово
Верхнее Чажестрово — деревня в Виноградовском районе Архангельской области России. Входит в Березниковское сельское поселение (до 1 июня 2021 года в Березниковское городское поселение).

## География
Верхнее Чажестрово стоит на левом берегу реки Северная Двина. Напротив деревни, на правом берегу Двины, находится деревня Слобода Осиновского сельского поселения. Выше неё располагается райцентр Двинской Березник, а ниже — деревня Нижнее Чажестрово. Через деревню проходит трасса М-8 «Холмогоры» (Москва — Архангельск).

## История
В начале XVIII века Чаростровская волость входила в состав Подвинской чети (четверти) Важского уезда. Затем, Верхнее Чажестрово относилось к Пяндской волости, Усть-Важской волости, а позже — к Пяндскому сельсовету.
В 1918—1919 годах Верхнее Чажестрово было занято союзными войсками интервентов.
С 2006 года Верхнее Чажестрово входит в состав Березниковского городского поселения.

## Население
| 2002 | 2010 | 2012 |
| ---- | ---- | ---- |
| 229  | ↗267 | ↘205 |

## Экономика
В деревне есть ферма и телятник СПК «Березниковский».

### Топографические карты
- Топографическая карта P-38-39,40. (Лист Березник)
- Верхнее Чажестрово на Wikimapia
- Верхнее Чажестрово. Публичная кадастровая карта